# Баграшкёль
Баграшкёль (Баграшкуль, Бостан, Бостен-Ху, кит. 博斯騰湖) — озеро на северо-западе Китая, в отрогах восточного Тянь-Шаня, у северного подножья хребта Куруктаг, в 14 километрах от уездного города Карашар, в 57 км к северо-востоку от города Корла, на территории уезда Баграш Баян-Гол-Монгольского автономного округа. Берега низкие, песчаные. Покрывается льдом в период с декабря по март.
Длина озера 55 километров с востока на запад, ширина 25 километров с севера на юг. Площадь около 1000 квадратных километров. Высота над уровнем моря 1030 (1028) метров над уровнем моря. Средняя глубина воды — 9 метров, максимальная — 16 метров. Объем — 8 кубических километров. В юго-западном направлении расположена группа мелких озёр.
Баграшкёль — самое крупное проточное озеро на территории Синьцзян-Уйгурского автономного района. С северо-запада в озеро впадает Хайдык-Гол — крупнейшая из впадающих в озеро рек. Сток Хайдык-Гола составляет более 86 % общего стока в озеро. Из Баграшкёля в юго-западной части берёт начало река Кончедарья. Общая площадь водосборного бассейна 30 тысяч квадратных километров.
В прошлом озеро Баграшкёль было пресным, в результате уменьшения стоков из-за роста потребления воды в силу потепления климата увеличилась общая минерализация воды в озере. В 1975 году среднее содержание солей составляло 1,5 грамма на литр.
Среднегодовая температура в районе озера Баграшкёль — 7,9 °C, летом — 22,1 °C, зимой — минус 22 °C. Среднегодовые осадки — 64,7 мм, летом — 39,5 мм, что составляет 60 % годовых осадков. Количество испаряющейся влаги достигает 1986,1 мм в год. Максимальная скорость северо-западных ветров — 24 м/с. В декабре озеро полностью замерзает. Максимальная толщина льда достигает 1 м.
Озеро Баграшкёль было богато рыбой. До начала 1970-х годов рыбные ресурсы озера составляли Schizothorax biddulphi и Aspiorhynchus laticeps. После сокращения этих рыбных ресурсов, были интродуцированы в 1962—1965 гг. пёстрый и белый толстолобик, чёрный и белый амур, сазан и золотой карась. С 1978 года интродуцирован речной окунь. Баграшкёль является крупнейшей базой Китая по производству рыбы.
Озеро Баграшкёль используется для добычи высококачественного тростника, используемого в качестве сырья в целлюлозно-бумажной промышленности. С площади 30 тыс. гектаров ежегодно получают 300 тыс. т тростника. На озере находится также одна из четырёх крупнейших баз страны по производству камыша.
Живописное озеро называют «жемчужиной Тянь-Шаня».
Согласно исследователю Николаю Пржевальскому озеро Баграшкёль на картах обозначалось Бостан-нор, а калмыки называли его Тенгиз-нор — «море-озеро».
Николаю Пржевальскому не удалось обследовать озеро Баграшкёль. В ходе Тибетской экспедиции Михаила Певцова озеро Баграшкёль объехал с севера исследователь Пётр Козлов с урядником Дорджиевым, Всеволод Роборовский объехал озеро с юга. Глава о поездке вдоль берега Баграшкёля и о другой, большей, вдоль Кончедарьи, была написана Козловым для III тома «Трудов Тибетской экспедиции 1889—1890-х годов под начальством Певцова», опубликованных в 1896 году.